# Euphorbia bupleurifolia
Euphorbia bupleurifolia ist eine Pflanzenart aus der Gattung Wolfsmilch (Euphorbia) in der Familie der Wolfsmilchgewächse (Euphorbiaceae).

## Beschreibung
Die sukkulente Euphorbia bupleurifolia bildet starke ausdauernde Pflanzen aus. Der kugelige oder zylindrische Körper wird 4 bis 20 Zentimeter hoch  und 4 bis 7 Zentimeter dick. Er verzweigt sich nur selten und ist mit hervorstehenden, rötlich braunen Warzen besetzt, die bis 3 Millimeter groß werden. Die Warzen sind in spiralförmigen Reihen am Körper angeordnet. Die lanzettlichen, nicht sukkulenten Blätter stehen dicht beieinander an der Triebspitze und werden bis 7 Zentimeter lang und 2 Zentimeter breit.
Der Blütenstand besteht aus einzelnen Cymen, die an 1 bis 5 Zentimeter langen Stielen stehen. Die breit eiförmigen Tragblätter werden bis 1 Zentimeter lang und 2 Zentimeter breit. Sie stehen becherartig um die Cyathien und sind grün und später rötlich gefärbt. Die behaarten Cyathien erreichen 7 Millimeter im Durchmesser. Die länglichen Nektardrüsen besitzen zwei Lippen und sind an den Rändern glatt oder sehr klein gekerbt. Die stumpf gelappte Frucht ist nahezu sitzend und erreicht 9 Millimeter im Durchmesser. Sie enthält die 4 Millimeter großen eiförmigen Samen, die eine glatte Oberfläche besitzen.

## Verbreitung und Systematik
Euphorbia bupleurifolia ist in den südafrikanischen Provinzen Ostkap und KwaZulu-Natal verbreitet.

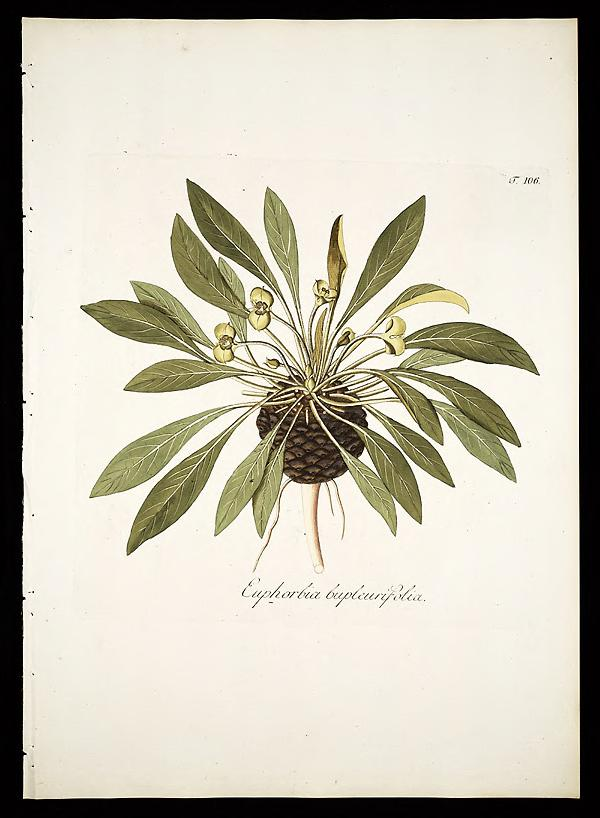
Illustration aus der Erstbeschreibung

Die Erstbeschreibung der Art erfolgte 1797 durch Nikolaus Joseph von Jacquin. Synonyme zur Art sind Tithymalus bupleurifolius (Jacq.) Haw. (1812) und Euphorbia proteifolia Boiss. (1862).